# Росси, Карл Иванович
Карл Ива́нович Ро́сси (при рождении Карло ди Джованни Росси — итал. Carlo di Giovanni Rossi;  18 [29 декабря] 1775, Неаполь, Неаполитанское королевство — 6 [18] апреля 1849, Санкт-Петербург, Российская империя) — русский архитектор итальянского происхождения, автор многих зданий и архитектурных ансамблей в Санкт-Петербурге и его окрестностях. Коллежский советник. Главный создатель архитектурного стиля русского ампира.

## Биография
Согласно последним исследованиям, проведённым историком архитектуры В. К. Шуйским, Карло ди Джованни (Карл Иванович) Росси родился в Венеции, а юные годы провёл в Неаполе. О его отце, венецианском кавалере Джованни де Росси (в иных источниках: Карло Антонио Доменико де Росси), до сих пор не найдено достоверных документальных сведений, мать — Гертруда Аблехер из Мюнхена, известная танцовщица конца восемнадцатого века.
С 1782 года мать будущего архитектора и отчим, выдающийся танцовщик, автор балетов и хореограф Шарль Ле Пик, жили в Париже, затем в Лондоне, а с 1787 года гастролировали в России, в Санкт-Петербурге и Павловске. С 1788 года Карло Росси учился в известной немецкой школе Петришуле. С 1795 года обучался архитектуре у итальянского архитектора Винченцо Бренны. Работал помощником Бренны и Пьетро ди Готтардо Гонзаго в Санкт-Петербурге, Гатчине и Павловске. В 1795 году поступил на службу чертёжником в Адмиралтейское ведомство. Отчётные чертежи Михайловского замка по проекту Бренны (1800) выполнены рукой К. Росси.
В 1802 году вместе с Бренной, получившим отставку после кончины императора Павла I, молодой Росси выехал за границу. В 1802—1804 годах был во Франции и в Италии, учился во Флорентийской Академии (вероятно, всего девять месяцев).
В 1806—1808 годах Росси работал дессинатором (рисовальщиком) на Императорском фарфоровом заводе в Санкт-Петербурге, где создал ряд замечательных проектов декоративных ваз и настольных приборов в «бренновском стиле», предвещающем русский ампир.
В августе 1808 года Росси командирован в Москву, в Экспедицию кремлёвского строения. Известно о московских постройках зодчего: церкви Св. Екатерины Вознесенского монастыря в Кремле, деревянного театра на Арбатской площади. Но эти постройки не сохранились. В 1809 году Росси занимался перестройкой Путевого дворца великой княгини Екатерины Павловны в Твери. В 1815 году Росси возвратился в Санкт-Петербург.

В 1816 году, по инициативе А. Бетанкура, Росси был назначен членом Комитета строений и гидравлических работ. Благодаря организационному таланту Бетанкура, несмотря на значительные расхождения подходов к проектированию, возникает творческий союз Росси с А. А. Модюи и В. П. Стасовым, о котором И. Э. Грабарь писал:
Два товарища, Стасов и Модюи, имели, несомненно, большое влияние на него [К. Росси], или, вернее сказать, все трое воспитывали друг друга. Тяжелый Стасов, непреклонный классик и поборник строгих правил и насильственного приведения к одному строго классическому виду всех фасадов города, Модюи - хитроумный прожектер которому принадлежат все идеи обработки улиц и площадей города, смелые идеи пробития улицы до Чернышова моста и устройства площади перед Аничковым дворцом, пробитие Михайловской улицы и целый ряд других проектов городского благоустройства, и гениальный исполнитель этих идей - Росси, образовали род триумвирата.Грабарь И. Э., Петербургская архитектура в XVIII и XIX веках. М. 1912. с. 548
Весной 1816 года Росси получает от Бетанкура предложение реконструировать усадьбу Аничкова дворца. Именно здесь впервые реализуется творческое сотрудничество К. Росси и А. Модюи: Росси блестяще реализовал единый архитектурный ансамбль площади Островского, улицы Зодчего Росси, Площади Ломоносова, в основе которого лежит единая объемно-пространственная композиция, созданная Модюи. Работая в Комитете строений, Росси проектирует архитектурно единую застройку общественными и жилыми зданиями целых улиц и площадей, строит крупнейшие административные здания: Главного штаба и Министерства иностранных дел и финансов с Триумфальной аркой, министерства народного просвещения и министерства внутренних дел, проектирует ансамбль зданий Сената и Синода, строит здания Александринского театра и Публичной библиотеки и возводит много других сооружений.
В 1817 году, в качестве главного архитектора специальной комиссии, созданной Бетанкуром, Росси занимается строительством парадной резиденции на Елагином острове. Под руководством Росси осуществлены перестройки интерьеров Зимнего дворца (1817), во дворце создана Военная галерея (1826). К работам Росси в Петербурге и его окрестностях относятся надстройка библиотеки над Галереей Гонзаго в Павловском дворце (1822—1824).
Из-за конфликта в окружении императора Николая I, Росси в 1832 году был вынужден уйти в отставку, уволившись «от всех занятий по строениям», но продолжал выполнять отдельные заказы, в том числе императорские. Он постоянно нуждался в деньгах (у архитектора было десять детей в двух браках). Росси всю жизнь оставался итальянцем в России, говорил по-итальянски, у него был узкий круг общения с соплеменниками. Только незадолго до смерти, 28 октября 1847 года Росси принял российское подданство чтобы обеспечить пенсией детей. Скончался 6 апреля 1849 года (по старому стилю) в возрасте 72 лет из-за эпидемии холеры, в маленькой квартире в Петербургской Коломне, куда переехал ранее ввиду крайней нужды. Никто не отметил его заслуги в создании имперского образа российской столицы. В соответствии с высочайшим распоряжением, был похоронен за счёт казны на Волковском лютеранском кладбище; в 1940 году останки были перенесены в Александро-Невскую лавру на Лазаревское кладбище (VI уч., Россиевская дорожка).

## Адреса в Санкт-Петербурге
- 1838 год — Итальянская улица, 11;
- 01.01 — 06.04.1849 года — доходный дом вице-адмирала А. Ф. Клокачева — набережная реки Фонтанки, 185.

## Творческий метод и художественный стиль
Долгое время Росси не имел возможности работать самостоятельно. Первый проект архитектора в Санкт-Петербурге — перестройка Адмиралтейской набережной — остался неосуществлённым, но он раскрывает широту мышления в духе Пиранези будущего создателя грандиозных архитектурных ансамблей российской столицы. Проект предполагал создание парадной набережной у здания Главного Адмиралтейства длиной 590 м, установку множества больших и малых ростральных колонн. Через десять огромных арок высотой 35 м, по замыслу архитектора, к зданию Адмиралтейства могли бы подходить морские корабли. В докладной записке императору Александру I архитектор писал с гордостью: «Размеры предлагаемого мною проекта превосходят те, которые римляне считали достаточными для своих памятников».
Наследие архитектора Росси связано, прежде всего, с созданием оригинального художественного стиля — так называемого русского ампира, воплотившего идеи мощи Российской империи после победы в Отечественной войне 1812 года. Однако раннее произведение Росси, осуществлённое в Санкт-Петербурге, — ансамбль дворца для вдовствующей императрицы Марии Фёдоровны на Елагином острове — весьма скромное по размерам — восходит к традиции палладианских сельских вилл.
Здание Михайловского дворца, возведенное по проекту Росси в 1819—1825 годах для Великого князя Михаила Павловича, брата императора Александра I, несмотря на размах (южный фасад дворца простирается на 105 м), в композиционном отношении также достаточно консервативно. Его планировка следует одновременно трём традициям — палладианству, французской архитектурной школе XVII века и русскому усадебному зодчеству: главный корпус и два боковых флигеля с заглублением главного фасада относительно «красной линии» улицы (так называемая «усадьба в городе»). Большой ордер на аркадах южного и лоджии северного фасадов дворца развивает классическую палладианскую тему, ранее привитую в Петербурге благодаря творчеству Джакомо Кваренги. В то же время насыщенность декора (скульпторы С. С. Пименов и В. И. Демут-Малиновский) и его контраст к относительно чистым поверхностям, а также «колючая» ограда с военной арматурой, придают всей композиции ампирный образ.
Большая часть интерьеров Михайловского дворца не сохранилась. В 1895—1898 годах архитектор В. Ф. Свиньин перестраивал их под экспозицию Русского музея императора Александра III. Однако сохранился Белый зал — шедевр Росси — с белыми колоннами искусственного мрамора, коринфскими вызолоченными капителями. Мебель Белого зала создана по рисункам Росси в 1825 году в петербургской мастерской В. И. Бобкова, резного дерева, покрытая «французским лаком» (под слоновую кость) с рельефными вызолоченными деталями и обитая ярко-синим шёлком, демонстрирует типично ампирные черты. Для орнаментики Росси характерны плотно скомпонованные пальметты, меандры, римские щиты — пельты, копья, маскароны, ветви дуба. Эти элементы близки французским образцам Шарля Персье и Пьера Фонтена. Известно, что Росси изучал альбомы французских архитекторов-декораторов, подаренных в Париже императору Александру I и хранившихся в Зимнем дворце.
Вместе с Росси постоянно работали итальянские рисовальщики-орнаменталисты и живописцы-декораторы: Дж. Б. Скотти, П. Скотти, А. Виги, Б. Медичи.
В последующих градостроительных проектах Карло Росси проявил себя художником необычайного размаха. Рядом с его постройками — широко развёрнутыми колоннадами и мощно перекинутыми арками, всё остальное выглядит робкой стилизацией. Там, где Кваренги или Старов старательно компоновали фасады по палладианским образцам, Росси смело перекраивал целые кварталы, иногда безжалостно ломая то, что совсем недавно сделали другие архитекторы. Залогом успеха проектов К. Росси, по мнению Д. И. Кузнецова, было сотворчество работавших под эгидой Комитета строений архитектора-объёмщика Карла Росси и архитектора — планировщика Антуана Модюи.
Здания Сената и Синода (1829—1834) на Сенатской площади с разделяющей их «триумфальной аркой» отличаются строгостью и, одновременно, живописностью разработки фасадов. Росси в этой постройке применил несколько модулей, маскируя некоторую асимметричность композиции и центральной арки, связанной с расположением пересекающей здание Галерной улицы. А в месте перехода от площади к набережной Невы, он смелым движением закруглил фасад, одновременно противопоставив ритм колоннад закруглениям термальных окон.
«В отличие от многих русских и европейских современников, Росси во всех крупных городских ансамблях стремился к объединению различных по функциям и планам зданий в единый фасад, создавая тем самым эффект цельной „скульптуры“, как бы обозреваемой изнутри. Поэтому ансамбли Росси воспринимаются гигантскими интерьерами под открытым небом». Эта «интерьерная» особенность архитектуры Карло Росси объясняет, в частности, лёгкость и естественность поглощения ей других не менее замечательных зданий, возведённых в разное время.
Такой всепоглощающей способностью обладает «интерьер» Дворцовой площади в центре Петербурга, сложившийся благодаря работе Карло Росси, с грандиозным дугообразным зданием Главного Штаба и триумфальной аркой (1819—1829). В 1819 году в ходе строительства здания Главного Адмиралтейства возникла идея преобразования площади перед Зимним дворцом (произведение в стиле «русского барокко» Б. Ф. Растрелли Младшего (1754—1762). Для рассмотрения проектных предложений в 1820 году была создана комиссия с участием Росси.
В 1820—1828 годах по проекту К. Росси южную сторону огромной площади замкнула дуга из двух симметричных корпусов Министерства иностранных дел и Генерального штаба с Триумфальной аркой между ними. Изгиб Большой Морской улицы, переориентированной на центр Дворцовой площади, архитектор остроумно скрыл системой двойной арки (с одной «поворотной», их высота и ширина равняется 28 м), а неодинаковую протяжённость парадных фасадов сделал незаметной с помощью симметричных портиков. Композиция из двух арок восходит к древнегреческим дипилонским воротам. Римляне использовали тетрапилон — сооружение на перекрёстках дорог, имеющее арочные проезды на четыре стороны. В Риме, на «Бычьем Форуме», сохранилась четырёхпролётная Арка Януса, посвящённая «божеству входов и выходов», покровителю путников и дорог (IV в.). Подобные сооружения выглядят четырёхпролётными триумфальными арками. Именно такая арка изображена на одной из декораций Дж. Валериани к постановке оперы «Селевк» (1744), которая послужила в свою очередь мотивом для картины А. И. Бельского «Архитектурный вид» (1789). Картину мог видеть К. Росси. Таким образом, Арка Главного штаба является результатом свободной интерпретации конкретного типологического мотива античной архитектуры.
Главной темой всего ансамбля стал триумф России в Отечественной войне. Эту тему Росси раскрыл с помощью скульптурного убранства — работы скульпторов русского классицизма С. С. Пименова и В. И. Демут-Малиновского. В первом проекте 1819—1820 годов Росси предложил строгое, лаконичное решение, соответствующее эстетике раннего александровского классицизма: щит с гербом Российской империи, две женские фигуры щитодержателей и знамёна на аттике арки. Новый император Николай I пожелал видеть нечто более пышное и торжественное. Следующий проект был утвержден 18 марта 1827 года. Статичную геральдическую композицию заменила скульптурная группа: колесница богини Виктория, держащая в одной руке венок победы, а в другой лабарум (воинский знак) с российским двуглавым орлом. Колесница из выколотной меди на чугунном каркасе запряжена шестёркой лошадей, крайних ведут под уздцы римские воины (скульпторы С. С. Пименов и В. И. Демут-Малиновский). Другие статуи: молодого и старого воинов, расположенные ниже, вначале предусматривавшиеся в нишах, Росси вывел из плоскости стены и установил на постаментах. В результате композиция обрела бо́льшую скульптурность, что способствует её лучшей зрительной связи с декором растреллиевского здания Зимнего дворца. Интрадосы (внутренние поверхности) арок декорированы барельефами с древнеримскими (ампирными) мотивами воинских трофеев. Помимо естественного для искусства классицизма и ампира обращения к композиции древнеримской триумфальной арки Росси использовал рисунки из коллекции Ш.-Л. Клериссо, сделанные непосредственно в Риме. Коллекцию ранее, в 1780 году, приобрела императрица Екатерина II. Росси специально изучал собрание рисунков Клериссо в Императорском Эрмитаже.
В первой половине XIX века все здания, спроектированные и построенные Карло Росси, были окрашены в серый и белый цвета. Колесница Виктории была позолочена. Ныне существующая жёлто-белая окраска следует канону, введённому императором Александром II, утвердившему «гербовые цвета» для всех эмблем и флагов: чёрный, жёлтый и белый: как на императорском штандарте: чёрный орёл на жёлтом фоне. В указе 1865 года эти цвета названы «государственными».
Великолепное здание Зимнего дворца, построенное Растрелли почти на столетие ранее, оказалось включённым в россиевский ансамбль не потому, что оно слабее в художественном отношении, а потому, что более широкие композиционные идеи поглощают отдельные, даже самые выдающиеся произведения. Александровская колонна в центре площади, созданная по проекту Огюста Монферрана через четыре года после возведения арки Главного штаба, создала заключительный аккорд в композиции, созданной Росси. Некоторая театральность этой композиции — просцениум, кулисы, задник — выдаёт преемственность мышления Росси от работ его учителей: Винченцо Бренны в Гатчине и Пьетро Гонзага в Павловске, а также пристрастие к эффектным архитектурным перспективам Джованни Баттиста Пиранези.
В 1816—1834 годах Карл Росси разработал множество (обнаружено двадцать) вариантов ансамбля здания Александринского театра и прилегающих территорий в центре российской столицы. По одну сторону Александринской площади Росси оформил фасад здания Публичной библиотеки с фигурой сидящей Минервы (древнеримской покровительницы наук). По другую сторону площади Росси расположил Павильоны Аничкова дворца с чугунной оградой, увенчанной огромными вызолоченными орлами (1827—1832, в этих постройках сохранена изначальная окраска).
К заднему фасаду театра примыкает Театральная улица (ныне улица Зодчего Росси). Одинаковые фасады зданий этой улицы Росси оформил эффектной колоннадой большого ордера из сдвоенных колонн с арочными окнами. Пропорции улицы Росси, как и в арке Главного штаба, сведены к кратным отношениям (её длина 220 м, ширина улицы и высота зданий равны 22 м). Идея одинаковых фасадов, сходящихся в перспективе улицы к линии карниза фасада театра, возникла не без влияния аналогичных примеров в западноевропейской архитектуре. В частности, именно так оформлена перспектива улицы Уффици во Флоренции по проекту Джорджо Вазари (1560).
Одиннадцать площадей и двенадцать улиц в центре города застроены по проектам Карло Росси. Когда в 1815 году персидского посла в Петербурге спросили, как ему нравится столица, он ответил: «Сей вновь строящийся город будет некогда чудесен». Создавалось ощущение, что Санкт-Петербург строится заново. Итальянский архитектор обнаружил особенный дар к соединению разнородных традиций, что отвечало потребностям формирующейся в России в 1820—1830-х годах новой идеологии. «Классический классицизм» заканчивал существование, на смену ему приходило мировоззрение историзма. Поэтому и чуткий гений Росси пытался создать не просто русскую разновидность ампира, а некий «сверхстиль», гибкий и разнообразный, позволяющий решать многие ансамблевые задачи. Постепенно, в результате ранних опытов, в том числе с «русским» и «готическим» стилями, Росси обрёл необходимую пластическую свободу, вылившуюся в особенную дерзость композиционного мышления и «развернул собственный итало-русский ампир на огромных пространствах ещё незавершённого центра Санкт-Петербурга».
Именно такой метод оказался способным объединить все предыдущие стили и, тем самым, по словам самого зодчего, «произвести эпоху в архитектуре». Не случайно И. Э. Грабарь назвал Карло Росси «последним великим зодчим Европы».

## Постройки
- Деревянный театр (1806, Москва, Арбатская площадь), сгорел в 1812 году[27]
- Екатерининская церковь в Кремле (1808)
- Перестройка Путевого дворца Екатерины II в Твери (1809)
- Реконструкция Аничкова дворца (1816)
- Ряд павильонов и библиотека над Галереей Гонзаго в Павловском дворце (1815—1822)
- Елагин дворец с оранжереей и павильонами (1816—1818)
- Ансамбль Михайловского дворца с прилегающими к нему садом и площадью (1819—1825)
- Ансамбль Дворцовой площади со зданием Главного Штаба и триумфальной аркой (1819—1829)
- Ансамбль Сенатской площади со зданиями Сената и Синода (1829—1834)
- Ансамбль Александринской площади со зданиями Александринского театра, нового корпуса Императорской публичной библиотеки и двумя однородными протяжёнными корпусами Театральной улицы (ныне улица Зодчего Росси) (1827—1832)
- Колокольня Юрьева монастыря (1841)
- Собор Святых Петра и Павла в Таллине (1841—1845)

### Возможное авторство
- Собор Рождества Христова в Христорождественском монастыре в Твери (1814—1820)
- Собор Преображения Господня в Торжке (1814—1822)

### По проектам Росси
- 1913 (по проекту 1816 года) — павильон Росси в Павловске (памятник императрице Марии Федоровне), архитектор К. К. Шмидт, скульптор В. А. Беклемишев.

## Семья
Карл Росси был дважды женат.
- Первая жена итальянка Анна Больцини (ум. 1821)

Дети:
- Александр (1817—1842) — петербургский архитектор, окончил Академию художеств, умер от туберкулеза.
- Михаил (1819—1865) — чиновник Министерства иностранных дел, коллежский асессор, умер от брюшного тифа.
- Карл (род. 1820) — генерал-майор, с 1866 года командир 19-го резервного пехотного батальона Санкт-Петербургского гренадерского короля Фридриха-Вильгельма III полка, служил в Царстве Польском.
- Зинаида (по первому мужу Тиханович, по второму мужу Чирикова, по третьему мужу Романовская, 1820—1890). Супруги: А. Л. Тиханович (1800—1842) — капитан 2-го ранга, Е. И. Чириков (1804—1862) — генерал-майор, Е. А. Романовский (ум. 1884) — генерал-лейтенант.

- Вторая жена с 1822 года — шведка София-Елена Андерсон (1800—1846).

Дети:
- Лев (род. 1822) — капитан-лейтенант на Балтийском флоте, в отставке с 1851.
- Мария (по мужу Мицкевич, 1827—1906) — жена инженера А. Н. Мицкевича, брата сенатора А. Н. Мицкевича.
- София (по мужу Кириченко—Астромова, 1832—1908) — жена подполковника-инженера М. К. Кириченко-Астромова
- Екатерина (1832—1905)
- Николай (1833—1869) — капитан армии, служил в Варшаве, в отставке с 1867 года.
- Леонтина (1837—1841) — умерла от скарлатины.

## Память
- Именем Карла Росси названа улица Зодчего Росси в Санкт-Петербурге.
- В 2003 г. бюст Карла Росси установлен на Манежной площади в Санкт-Петербурге (Скульптор В. Э. Горевой, архитектор В. В. Попов).
- Бронзовый бюст Карла Росси (копия скульптурного портрета, хранящегося в Русском музее) установлен в Саду скульптур открытом 27 мая 2003 года в Михайловском саду. Скульптор Н. С. Пименов.
- Скульптура Карла Росси включена в скульптурную группу «Зодчие Санкт-Петербурга» в числе восьми знаковых для Санкт-Петербурга архитекторов (скульпт. А. Таратынов), установленную в 2011 году в Александровском парке Санкт-Петербурга.
- В 2013 году была выпущена памятная монета Банка России «Архитектурные шедевры России: Архитектурный ансамбль улицы Зодчего Росси» из драгоценных металлов, номиналом 25 рублей
- В 1976 году была выпущена серия спичечных этикеток. 200 лет со дня рождения К. Росси
- В честь К. И. Росси назван астероид (3969) Росси, открытый в 1978 году советским астрономом Л. В. Журавлёвой

- Улица Зодчего Росси в Санкт-Петербурге
- Бюст Карла Росси (копия скульптурного портрета, хранящихегося в Русском музее) установлен в Саду скульптур в Михайловском саду
- Бюст Карла Росси на Манежной площади в Санкт-Петербурге
- К. Росси среди петербургских архитекторов. Cкульптурная группа «Зодчие Санкт-Петербурга» в Александровском парке Санкт-Петербурга
- Конверт почты СССР, выпущенный в 1975 году к 200 летию со дня рождения К. Росси
- Почтовая карта почты СССР, выпущенный в 1975 году к 200 летию со дня рождения К. Росси
- Почтовая карта почты СССР, выпущенный в 1975 году к 200 летию со дня рождения К. Росси
- Памятная монета Банка России (2013)

## Фильмография
Творчеству архитектора посвящены фильмы документального цикла «Красуйся, град Петров!» (2011—2013).
- Красуйся, град Петров 1 сезон 3 серия Зодчий Карл Росси. Документальный фильм. Режиссёр: О. Высоцкая. ГТРК «Санкт-Петербург». 2011 (Полная версия фильма Зодчий Карл Росси.  на YouTube)
- Красуйся, град Петров 2 сезон 25 серия Зодчий Карл Росси. Документальный фильм. Режиссёр: О. Высоцкая. ГТРК «Санкт-Петербург». 2012 (Полная версия фильма Зодчий Карл Росси.  на YouTube)
- Красуйся, град Петров 2 сезон 30 серия Зодчий Карл Росси. Документальный фильм. Режиссёр: Н. Сергеева. ГТРК «Санкт-Петербург». 2012 (Полная версия фильма Зодчий Карл Росси.  на YouTube)
- Красуйся, град Петров 3 сезон 3 серия Зодчий Карл Росси. Документальный фильм. Режиссёр: Н. Сергеева. ГТРК «Санкт-Петербург». 2013 (Полная версия фильма Зодчий Карл Росси.  на YouTube)
- Красуйся, град Петров 4 сезон 34 серия Зодчие Карл Росси, Огюст Монферран. Документальный фильм. Режиссёр: О. Высоцкая. ГТРК «Санкт-Петербург». 2014 (Полная версия фильма Зодчий Карл Росси.  на YouTube)
- Красуйся, град Петров 4 сезон 25 серия Павловск, зодчие Карл Росси, Андрей Воронихин, Пьетро Гонзаго. Документальный фильм. ГТРК «Санкт-Петербург». 2014 (Полная версия фильма Павловск.  на YouTube)
- Красуйся, град Петров 4 сезон 29 серия Павловск, зодчие В. Бренна, К. Росси, Т. Томас, П. Гонзаго. Документальный фильм. ГТРК «Санкт-Петербург». 2014 (Полная версия фильма Павловск.  на YouTube)